# Will County
Will County is een county in de Amerikaanse staat Illinois.
De county heeft een landoppervlakte van 2.168 km² en telt 502.266 inwoners (volkstelling 2000). De hoofdplaats is Joliet.